# Primera República de Venezuela
La Primera República de Venezuela es el nombre con que se conoce al «período histórico» transcurrido entre los años 1811 y 1812 en la historia de Venezuela. El período de la Primera República se inició después de que la Junta Suprema de Caracas declarase la independencia del país el 5 de julio de 1811. El nombre del país durante este período fue: Confederación Americana de Venezuela, Estados de Venezuela, Confederación de Venezuela, Provincias Unidas de Venezuela, Estados Unidos de Venezuela o Confederación Venezolana, estaba compuesta por las provincias que se adhirieron a la causa revolucionaria surgida tras la Revolución del 19 de abril de 1810, y tuvo como capital a la ciudad de Valencia con motivos de mantenerla como aliada a la pretensión independentista.
Con la declaración de la independencia y las campañas emprendidas por los republicanos se inicia la guerra de independencia. La Confederación venezolana cae definitivamente el 25 de julio de 1812 con la capitulación de San Mateo ante el jefe realista Domingo Monteverde, al haber vencido en su campaña por la recuperación del control del país, quién entra en Caracas el 30 del mismo mes, concluyendo así el período de la Primera República.

## Antecedentes
El 19 de abril de 1810, el Capitán General de Venezuela, Vicente Emparan es derrocado pacíficamente, al poco tiempo, se proclama la Suprema Junta Conservadora de los derechos de Fernando VII en nombre del depuesto rey Fernando VII. La Junta secuestra y reparte las rentas/ reales (3.000.000 pesos) destinados a la península como ayuda para la guerra contra los franceses. 

Al principio, los bandos se autodenominaron patriotas y realistas. La Junta de Caracas notifica oficialmente a la Regencia que ha tomado la soberanía de su provincia, dado el estado de disolución del gobierno de España, que retendría y usaría ese poder hasta el regreso de Fernando VII o hasta que se formase en España un gobierno constituido por Cortes convocadas según las leyes, con la correspondiente representación de los reinos, provincias y ciudad de Indias.

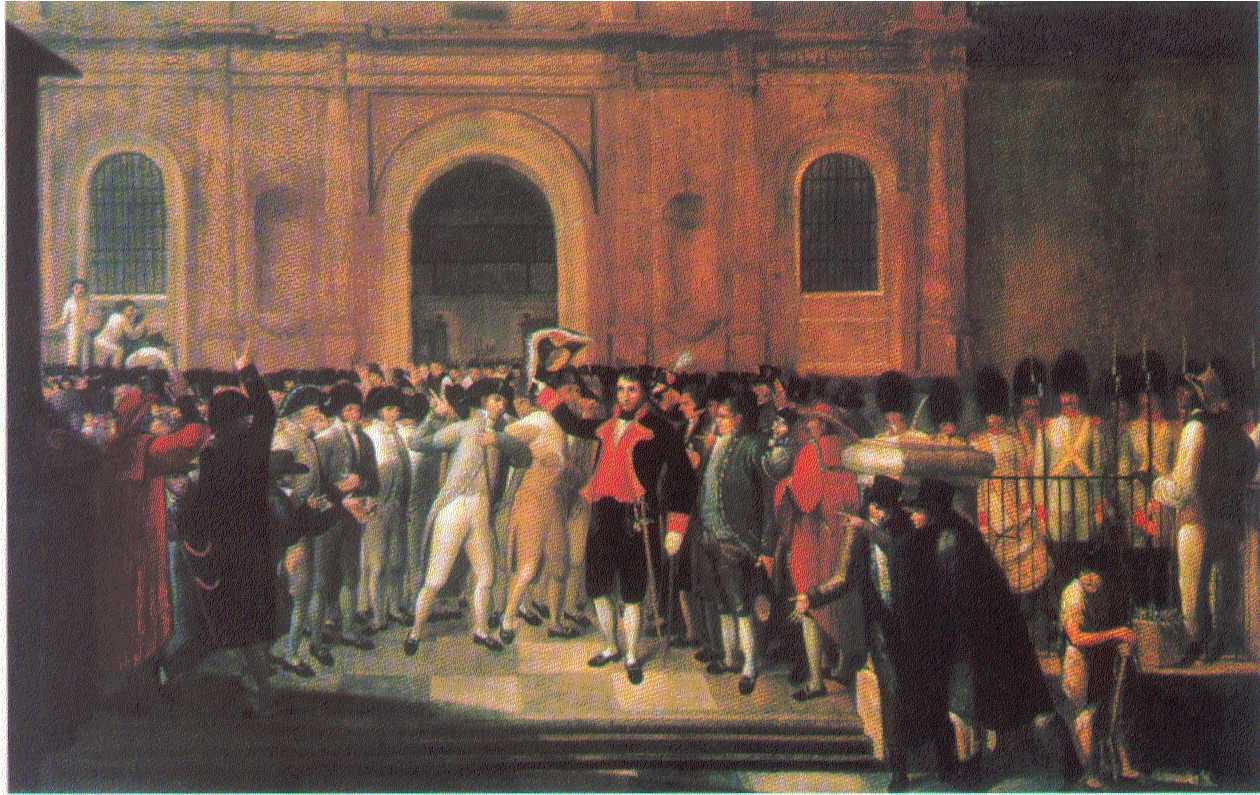
19 de abril. Juan Lovera (1835). Lovera pintó esta escena de memoria. Emparán (uniforme negro con solapas rojas) en la escalinata de la Catedral rodeado de destacados miembros de la multitud que lo condujo al Cabildo. (Palacio Federal Legislativo, Caracas).

Se formó un ejército para imponer el gobierno a la provincia de Maracaibo y al departamento de Coro, disidentes de la Junta Suprema de Caracas. Fernando Miyares fue nombrado Capitán General de Venezuela en papel el 29 de abril de 1810, es reconocido por el Ayuntamiento de Maracaibo el 23 de julio de 1810; el 11 de agosto de 1810 por el Ayuntamiento de Coro y el 7 de marzo de 1811 por el Ayuntamiento de Guayana. Los realistas de Coro derrotaron a los patriotas caraqueños bajo el mando de Francisco Rodríguez del Toro y la Regencia declara el bloqueo de las costas de Venezuela, enviando a la fragata Cornelia y a la corbeta Príncipe con siete barcos menores, al mando del Capitán de Navío José Rodríguez de Arias. Llevaban también auxilio de dinero y armas para los realistas. Sin embargo, la Junta de Caracas es reconocida por los holandeses de Curazao, lo que dificulta el bloqueo. Los realistas entonces acudieron a los corsarios a fin de sabotear la pesca e impedir el comercio a la república.

## Independencia

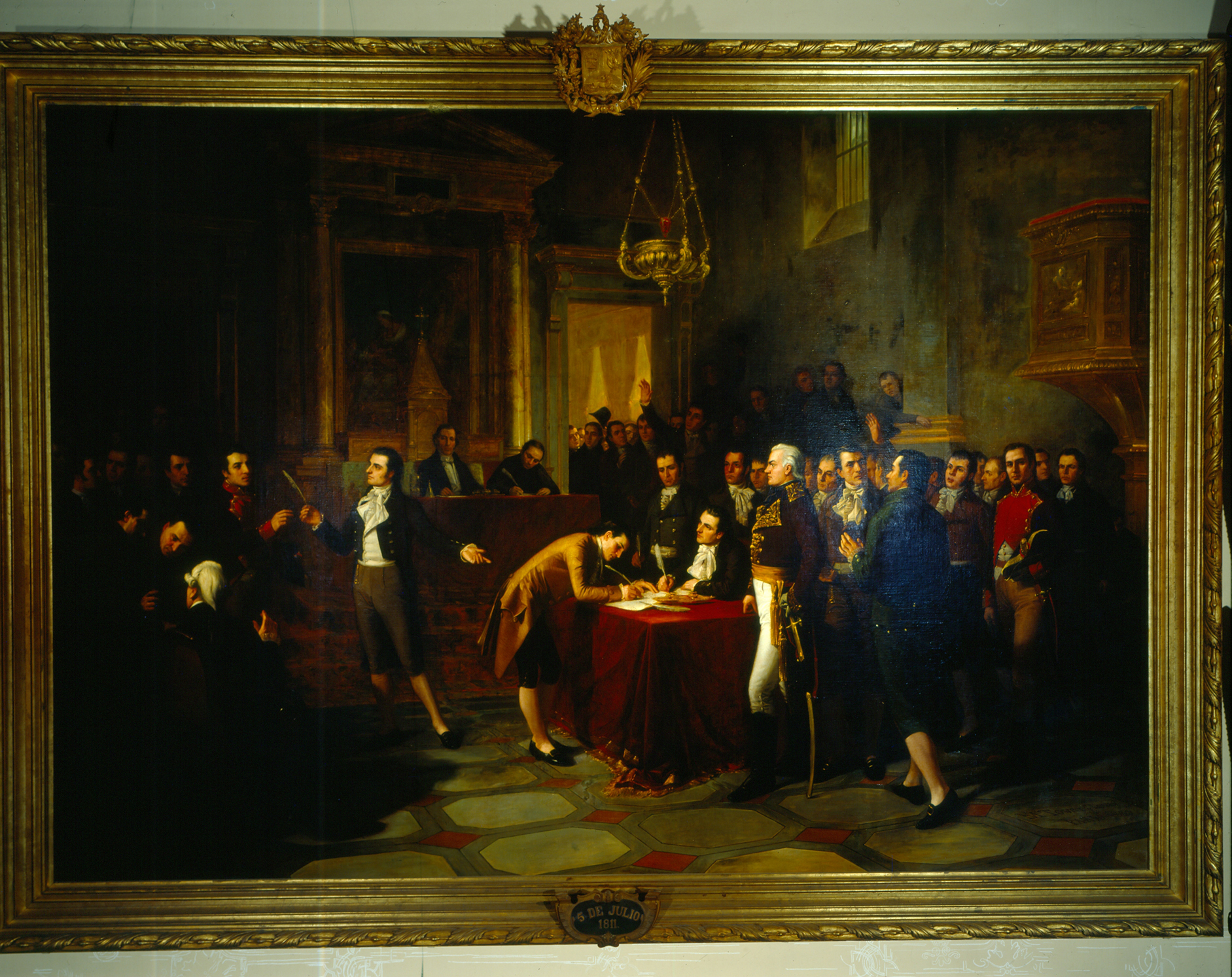
Firma del Acta de la Declaración de Independencia de Venezuela.

Un 5 de julio de 1811 la Junta de Caracas declara la independencia del territorio Venezolano, al que llama Confederación Americana de Venezuela. Firman esta declaración Juan Antonio Rodríguez Domínguez como Presidente, Luis Ignacio Mendoza como Vicepresidente y Francisco Isnardi como secretario; y comienza una persecución de realistas. En los territorios realistas actúan igualmente contra los patriotas.
Las Provincias Guayana, Coro y Maracaibo permanecieron leales a la Corona española y Barinas, Trujillo, Mérida, Barcelona, Cumaná e isla Margarita se declararon leales a los independentistas.

## La Guayana

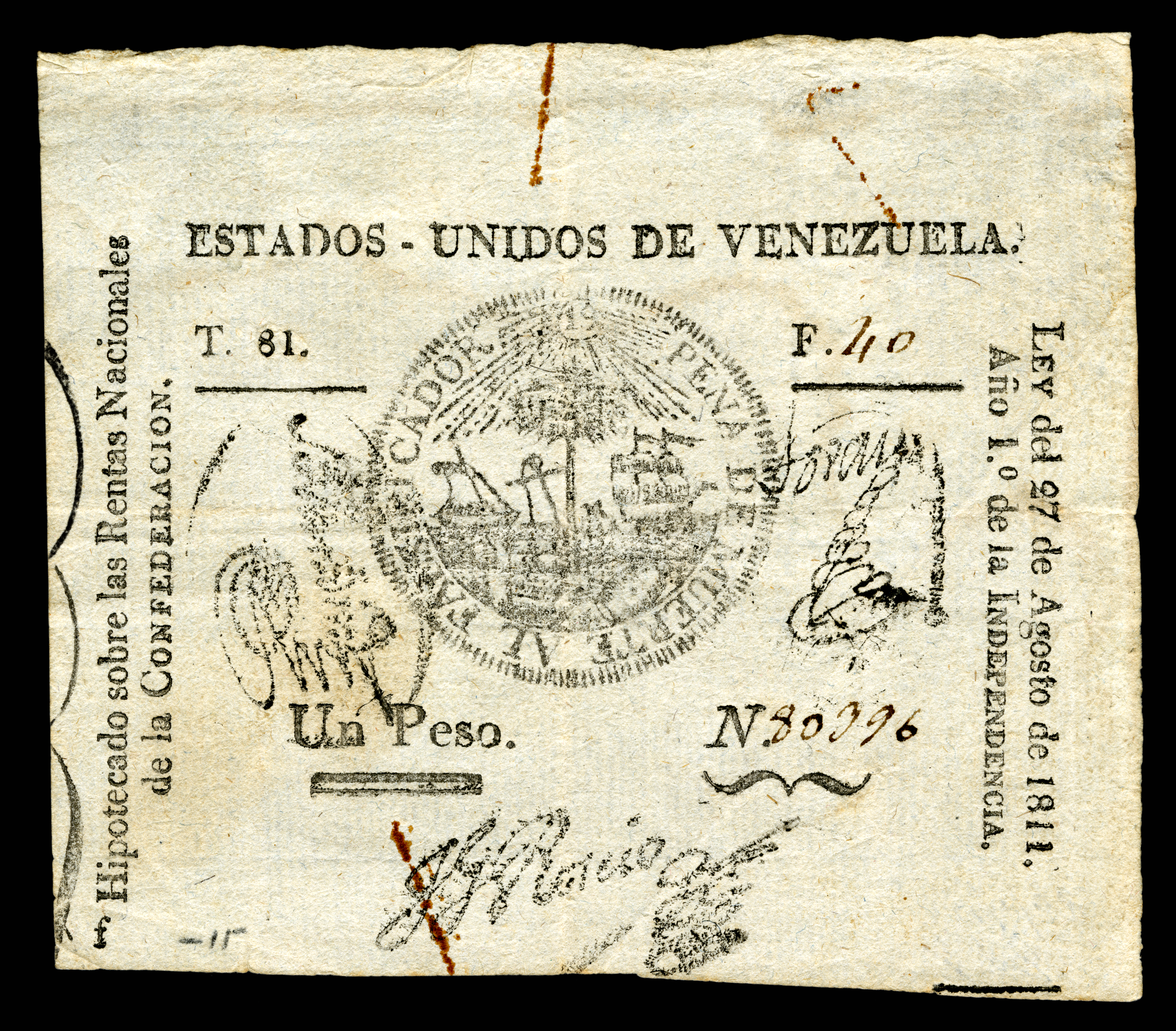
Estados Unidos de Venezuela, 1 peso (1811), de la primera emisión de papel moneda nacional.

Consideración especial mereció la atención de los patriotas la provincia de Guayana, debido a sus abundantes recursos naturales y posición estratégica del río Orinoco. El 5 de abril de 1811 los realistas obtienen una primera victoria contra los patriotas al tomar la guarnición de Cabruto, tomando represalias contra la población civil afecta a la causa independentista.
En septiembre, los patriotas contraatacan la Guayana, tomando Santa Cruz, Soledad, Tabasca y Uracoa. Establecen baterías en las orillas del Orinoco para hostigar a Angostura, a la que someten a fuego artillero durante dos meses, hasta que, 300 habitantes de las dos ciudades pasan el río en 26 embarcaciones, y, tras tres horas de combate cuerpo a cuerpo se apoderan de las posiciones y de la artillería de los realistas, que se baten en retirada.

## Desestabilización de la Primera República

### Insurrecciones
Poco después del 5 de julio de 1811 los ánimos estaban caldeados. Muchos realistas, leales caraqueños y canarios, realizaron un plan para retornar al estado anterior al 19 de abril de 1810, en la cual se alzarían varias poblaciones, entre ellas Valencia, Caracas y Los Teques, con el apoyo de la guarnición de Puerto Cabello y tropas españolas procedentes de Maracaibo que aún permanecía realista. Este plan fue delatado ante el congreso rebelde y el gobierno insurgente procedió a ejecutar arrestos entre los leales. Entre tanto, cuando se supo de la denuncia, se alzaron en Valencia y el 11 de julio se alzaron en Los Teques.

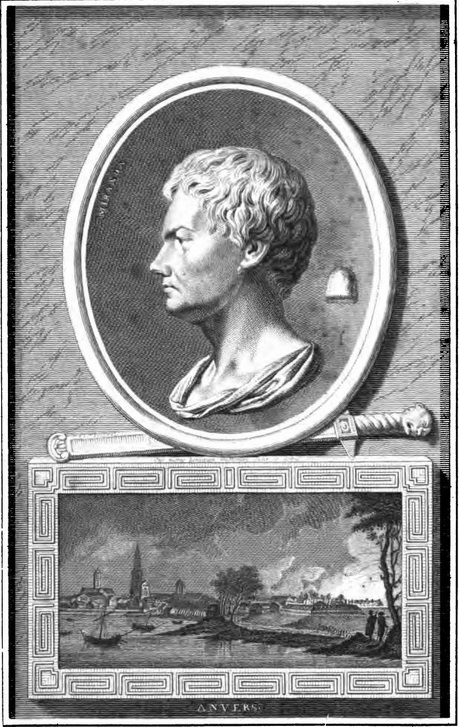
Francisco de Miranda, dictador plenipotenciario y figura principal de la Primera República de Venezuela.

En Los Teques un grupo de canarios, armados con trabucos, gritaban indignados por la deslealtad "viva el rey y muerte a los traidores" , y habían prometido liberar a los negros que se sumaran a la revuelta. Las autoridades rebeldes los sofocaron rápidamente, ayudados por la población armada de sables y cuchillos al que ningún negro se sumó a la causa realista. 
En Valencia el alzamiento realista triunfaba y se proclamaba a Fernando VII. Los realistas habían levantado a las castas de la región con promesas de libertad e igualdad social, se le dio libertad a los negros e igualdad a los pardos que se sumaron a la revuelta, y se le entregó armas al pueblo leal a la Corona. Las promesas encontraron apoyo frente a la naciente república. El odio cultivado a través de siglos de los negros, pardos y demás castas hacia los blancos criollos, que son los que se rebelaron contra la legalidad hispana, originó múltiples deserciones tanto en el ejército insurgente como de la esclavitud en las haciendas de los insurgentes, acrecentándose así las fuerzas realistas.
En vista de la respuesta realista de Valencia el congreso insurgente decidió enviar a un ejército tras varios días de discusión entre ambos bandos. Eligieron al marqués Francisco Rodríguez del Toro al frente del ejército, muy probablemente en detrimento de Francisco de Miranda. El marqués fracasó en su intento de recuperar Valencia, por lo cual el congreso se vio obligado a elegir a Miranda por presión de los extremistas, quien tras tomar el control del ejército, fue víctima de intrigas del congreso, pero pudo acabar con la oposición en Valencia en una acción resuelta. El costo en vidas que representó la toma de Valencia debilitó seriamente, sin embargo, al ejército patriota.
La ciudad es declarada capital de la República por el Congreso Nacional el 9 de enero de 1812, luego de ser sofocado el intento de retornar a la legalidad monárquica. A partir del 15 de febrero de 1812, la sede de dicho congreso pasa a ser la Casa de La Estrella en Valencia, trasladándose poco después los otros dos poderes creados por la Constitución facciosa de la época; asegurándose de esta manera el apego de la ciudad y de otras importantes poblaciones como Puerto Cabello, a los intereses insurgentes.

## Caída de la Primera República
La Primera República tuvo una duración de aproximadamente 2 años de 1810 a 1812. El 8 de febrero de 1812 desembarcó en Coro Domingo de Monteverde quien releva a Miyares. Los realistas, al mando del experimentado oficial, consiguieron derrotar, en julio de 1812, a las tropas republicanas y hacer prisionero a Francisco de Miranda.

### Domingo Monteverde
Con la llegada en 1812 de Domingo de Monteverde, España comienza a restablecer su dominio sobre la provincia a través de las tropas realistas, lo cual disolvió el congreso recién instalado en Valencia. Este hecho fue aprovechado por los valencianos partidarios de la Corona para ocultar la acción de Valencia durante los hechos del 19 de abril de 1810 y así solicitar el establecimiento de la capital provincial en Valencia, alegando la necesidad de alejar las instituciones reales de la Caracas fiel a los ideales independentistas. De esta forma, nace una profunda división entre los valencianos que se irá difuminando durante los hechos que marcaron la Guerra de Independencia, durante la cual la ciudad tomará una firme posición en las tropas independentistas y convirtiéndose en el escenario de muchos de los más importantes sucesos de la Independencia. Para neutralizar esta ofensiva, el gobierno republicano de Caracas había nombrado al general Francisco de Miranda como comandante en jefe del Ejército, quien estableció el grueso de sus tropas en Valencia y Puerto Cabello. Camino de Caracas, durante el denominado proceso de Reconquista, Monteverde fue sumando cada vez más voluntarios a su ejército, produciendo un repliegue de las fuerzas patriotas, al mando de Miranda.

### El terremoto de 1812

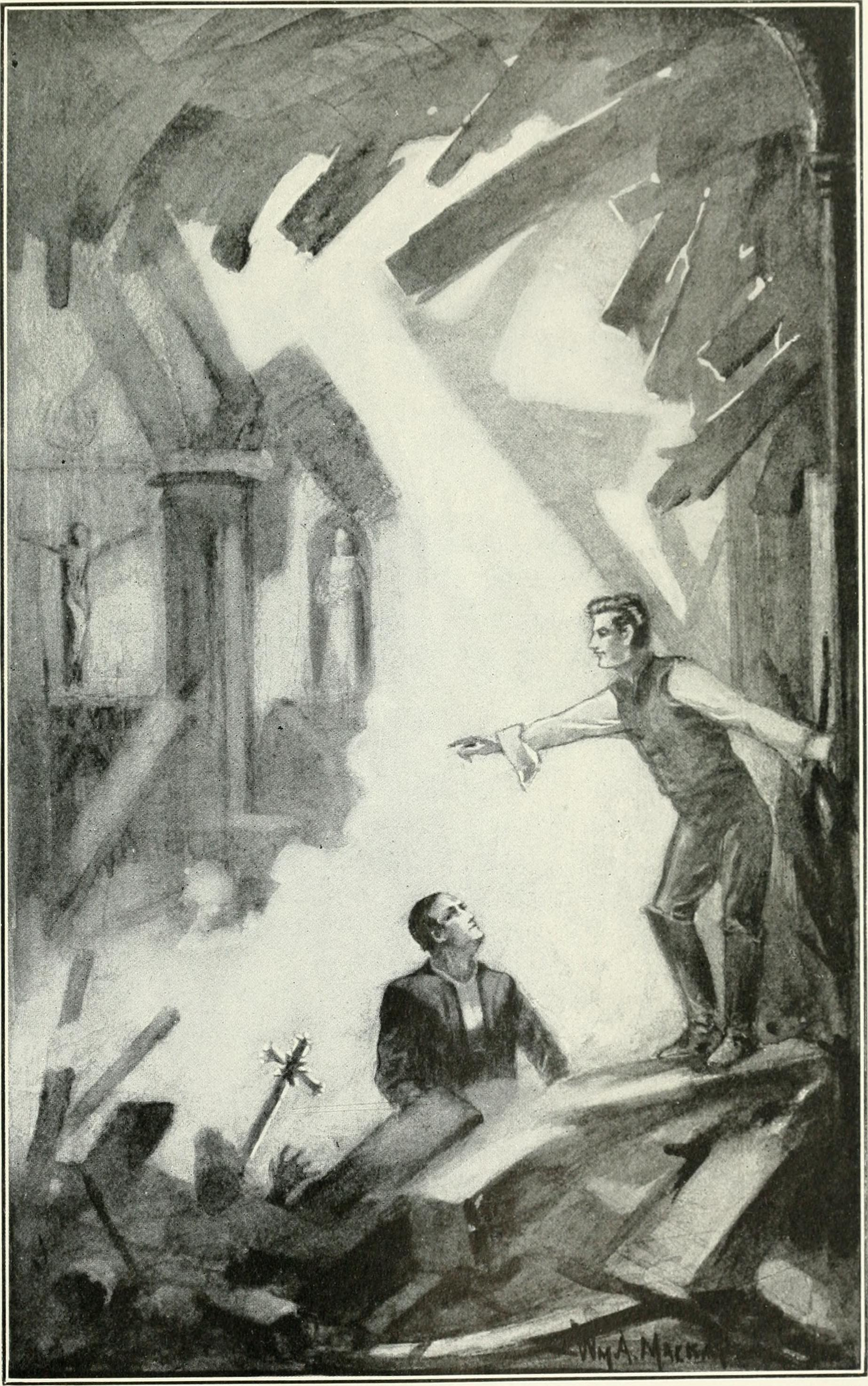
Simón Bolívar durante el terremoto.

El 26 de marzo de 1812 un terrible terremoto en Venezuela azota al país, afectando especialmente a las ciudades en manos de los patriotas; Caracas y La Guaira fueron casi destruidas. Puesto que era Jueves Santo, una gran cantidad de personas se encontraban en las iglesias; por lo que hubo muchos que quedaron sepultados. También el ejército sufrió bajas. Monteverde aprovecha este suceso para tomar Cabudare sin dar un solo tiro.

### Capitulación de San Mateo: Fin de la República
Por su lado, Monteverde siguió avanzando, incorporando nuevos combatientes entre los simpatizantes realistas. El 30 de junio los realistas presos en el castillo de San Felipe de Puerto Cabello (que estaba comandado por Simón Bolívar), se sublevan al mando del Alférez Francisco Fernández Vinoni y entregan la plaza a los realistas. Las fuerzas patriotas del Generalísimo Francisco de Miranda eran incapaces de pasar a la ofensiva por las constantes deserciones que se daban en sus fuerzas situación agravada por el Terremoto del 26 de marzo, además de la impopularidad de la causa de la independencia en la sociedad venezolana.
Miranda intentó resistir el ataque realista pero la caída de la plaza de Puerto Cabello, la rebelión de los esclavos de Barlovento así como el creciente número de los ejércitos españoles que lo atacaban, Domingo de Monteverde desde Valencia y José Antonio Yáñez desde Calabozo, le hicieron imposible continuar la contienda. Temiendo una derrota brutal y desesperado, Miranda firmó la capitulación del ejército patriota el 25 de julio de 1812 en la ciudad de San Mateo marcando el fin de la Primera República. Monteverde entra triunfalmente en Caracas el 30 del mismo mes restituyendo la Capitanía General de Venezuela.

## Provincias

Mapa de Venezuela en 1811.

1. Provincia de Mérida
2. Provincia de Trujillo
3. Provincia de Caracas
4. Provincia de Barinas
5. Provincia de Barcelona
6. Provincia de Cumaná
7. Provincia de Margarita

## Bibliográfica
- Fernández Duro, Cesáreo (1972). ARMADA ESPAÑOLA, desde la unión de los reinos de Castilla y Aragón. Museo Naval de Madrid.no fue con la misma